# Merthan Açıl
Merthan Açıl (sinh 15 tháng 2 năm 1982 ở Istanbul, Thổ Nhĩ Kỳ) là một cầu thủ bóng đá Thổ Nhĩ Kỳ thi đấu ở vị trí tiền vệ phòng ngự cho Ümraniyespor.